# Metanephrops boschmai
Metanephrops boschmai är en kräftdjursart som först beskrevs av Lipke Bijdeley Holthuis 1964.  Metanephrops boschmai ingår i släktet Metanephrops och familjen humrar. IUCN kategoriserar arten globalt som livskraftig. Inga underarter finns listade i Catalogue of Life.